# Grå tömygga
Grå tömygga, Aedes intrudens är en tvåvingeart som beskrevs av Dyar 1919. Aedes intrudens ingår i släktet Aedes och familjen stickmyggor. Arten är reproducerande i Sverige. Inga underarter finns listade i Catalogue of Life.